# 牛島秀一郎
牛島 秀一郎（うしじま / うししま ひでいちろう、1835年6月20日（天保6年5月25日）- 1898年（明治31年）2月5日）は、明治期の実業家、政治家。衆議院議員、佐賀県会議長。

## 経歴
肥前国小城郡多久原村（佐賀県小城郡北多久村、北多久町を経て現多久市北多久町多久原）で生まれる。東原庠舎で学び、さらに草場船山から漢学を学んだ。
1873年（明治6年）多久原村戸長に就任。その後長崎で『西海日報』を創刊し自由民権運動を推進した。1879年（明治12年）長崎県会議員に選出され、佐賀県会議員、同常置委員、同3代議長（1887年11月-1889年10月）を歴任。1892年（明治25年）2月、第2回衆議院議員総選挙で佐賀県第1区から中央交渉会所属で出馬して当選し、議員倶楽部に所属し衆議院議員に1期在任した。
その後、実業界に転じ、焼米、柚ノ木原、坂口の炭鉱経営を行い、石炭の販路を香港、上海などに拡大した。

## 親族
- 子息 牛島本蕃（陸軍少将）[8]